# Tagro Baléguhé
Tagro Baléguhé, né le 23 mars 1978 à Zoukougbeu (région du Haut-Sassandra), est un footballeur de Côte d'Ivoire.

## Biographie
Formé en Côte d'Ivoire, Tagro Baléguhé passe par l'équipe réserve de l'Olympique de Marseille, avant de poursuivre à l'échelon inférieur, en deuxième division.
En 2004 il effectue un essai non concluant au Stade lavallois.
Lors du match Stade de Reims-Tours, il marque un but à la 93e minute qui doit être un des buts les plus importants de sa carrière. Le Stade remporte le match 2-1.
Après un transfert compliqué (il s'était auparavant engagé avec l'US Boulogne), il évolue au Nîmes Olympique mais il a finalement été prêté à Arles en 2008-2009. En juin 2010, il est libre de tout contrat.
De 2010 à 2014 il évolue au Gallia Club Lunel au poste d'attaquant et s'occupe également de former des jeunes joueurs du club. Il entraîne l'équipe U19 pour la saison 2013-2014.

## Clubs
- 1990-1998 : ASEC Abidjan
- 1998-1999 : Stade d'Abidjan
- 2000-2001 : Stade beaucairois 30
- 2001-2001 : Olympique de Marseille (rés.)
- déc. 2001-2003 : FC Martigues
- 2003-2004 : FC Rouen
- 2004-2005 : FC Gueugnon
- 2005-2007 : Stade de Reims
- 2007-2010 : Nîmes Olympique
- 2008-2009 : AC Arles  (prêt)
- 2009-2010 : Nîmes Olympique
- déc. 2010-2014 : Gallia Club Lunel
- 2014-2015 : Salinières AIgues Mortes
- 2015-2018 : RC Générac

## Statistiques
- 105 matchs (20 buts) en L2
- 63 matchs (16 buts) en National
- 31 matchs (18 buts) en CFA